# Марина Кондова
Марина Милкова Кондова е българска тенисистка, родена на 12 януари, 1962 г. в град Пловдив, България. Тя е от първото поколение български тенисисти, които жънат успехи не само в България, но и в чужбина. През 1977 г. печели първата международна титла за българския тенис. В двойка с Адриана Велчева, тя печели европейското първенство за девойки до 16 г. Първата българска тенисистка участвала на турнира „Уимбълдън“ като първа ракета на България.
Марина Кондова участва в отборното първенство Фед Къп. За отбора на България има една победа и една загуба. През 1986 г. участва в Игрите на добра воля. В актива си има победа над Яна Новотна.
Най-доброто постижение на Марина Кондова на турнир организиран от ITF е достигане до полуфинал на двойки заедно с Диана Москова в София през 1984 г. (с награден фонд $25 000).
През март 2013 г., след кратко боледуване умира в гр. Бремен, Германия.